# Pimenta (Myrtaceae)
Pimenta là một chi thực vật có hoa trong họ sim Myrtaceae, được mô tả lần đầu tiên là một chi vào năm 1821. Chúng có xuất xứ từ các vùng Trung và Nam Mỹ, Mexico và Tây Ấn.
Các loài được biết nhiều nhất thuộc chi này bao gồm cây tiêu Jamaica (P. dioica) và cây nguyệt quế Tây Ấn (P. racemosa). Các tên Pimenta có lẽ chủ yếu bắt nguồn từ tiếng Bồ Đào Nha "pimenta", đồng nghĩa với từ tiếng Tây Ban Nha pimienta, có nghĩa là "hạt tiêu". Nó đề cập đến quả mọng của loài P. dioica.

## Các loài
1. Pimenta adenoclada (Urb.) Burret (Cuba)
2. Pimenta berciliae Vasconcelos, Lucas & Peguero (Dominican Republic)
3. Pimenta cainitoides (Urb.) Burret (Cuba,  Dominican Rep)
4. Pimenta dioica (L.) Merr. – allspice (Southern Mexico, Central America, Greater Antilles, Cayman Is, Bahamas)
5. Pimenta ferruginea (Griseb.) Burret (Cuba)
6. Pimenta filipes (Urb.) Burret (Cuba)
7. Pimenta guatemalensis (Lundell) Lundell - Guatemala, Costa Rica, Panama
8. Pimenta haitiensis (Urb.) Landrum (Haiti, Dominican Republic)
9. Pimenta intermedia (Bisse) Urquiola (Cuba) [8]
10. Pimenta jamaicensis (Britton & Harris) Proctor (Jamaica)
11. Pimenta obscura Proctor (Jamaica)
12. Pimenta odiolens (Urb.) Burret (Cuba)
13. Pimenta oligantha (Urb.) Burret (Cuba)
14. Pimenta podocarpoides (F.Areces) Landrum (Cuba)
15. Pimenta pseudocaryophyllus  - Brazil, Bolivia
16. Pimenta racemosa (Mill.) J.W.Moore – West Indian bay tree (the Caribbean) - Cayman Is, Cuba, Hispaniola, Puerto Rico, Lesser Antilles, Trinidad, Venezuela
17. Pimenta samanensis Alain (Dominican Republic)(formerly assigned to Eugenia)
18. Pimenta richardii Proctor (Jamaica)
19. Pimenta yumana Alain (Dominican Republic)(formerly assigned to Eugenia)